# Arthur Rimbaud
Jean Nicolas Arthur Rimbaud (Charleville, 20 de octubre de 1854-Marsella, 10 de noviembre de 1891), conocido como Arthur Rimbaud, fue un poeta francés simbolista, célebre por su poesía transgresiva y temáticas surreales que influyeron en la literatura y artes modernas como el decadentismo, la prefiguración del surrealismo y la generación beat. Fue considerado por el Nobel de Literatura Albert Camus como «el más grande de todos los poetas».
Nacido en Charleville, a los dieciséis años comenzó a escribir poemarios parnasionistas y luego simbolistas, que publicaba en diarios. Abandonó su hogar para ir a París en medio de la Guerra franco-prusiana y la crisis que afectaba a su país. Tuvo una desastrosa relación amorosa con el poeta simbolista francés Paul Verlaine, con quien después se fue a Inglaterra, donde vivieron pobremente. Volvió a Francia tiempo después, y de esta experiencia centró la única obra que publicó él mismo: Una temporada en el infierno.
Compuso la mayor parte de su producción literaria durante su adolescencia tardía y su edad adulta temprana. Dejó de escribir por completo a los veinte años, después de preparar Iluminaciones, poesía en prosa, a excepción de Marina y Movimiento, escritos en verso libre, que fue uno de los primeros europeos en usar junto con Jules Laforgue, Gustave Kahn y Stéphane Mallarmé.
Se convirtió al catolicismo y vio por última vez a Verlaine en 1875 en Alemania, cuando ya había dejado la literatura. Después de esto, siguió viajando por todo el continente europeo. En el verano de 1876, se enroló como soldado en el ejército colonial neerlandés para poder viajar a la isla de Java, y después desertar inmediatamente; volvió a Francia en barco. Luego viajó a Chipre, y en 1880 se radicó finalmente en Adén, Yemen, como empleado de cierta importancia en la compañía comercial fundada por Alfred Bardey.
En 1884 abandonó su trabajo y se transformó en comerciante por cuenta propia en Harrar, Etiopía, donde hizo una pequeña fortuna como traficante de armas.
Rimbaud falleció en Marsella el 10 de noviembre de 1891, después de volver a Europa a causa de un carcinoma en la rodilla derecha que había degenerado de una sinovitis, cuyo primer diagnóstico había sido artritis y cuyo primer tratamiento fue inútil.

## Biografía

### Infancia

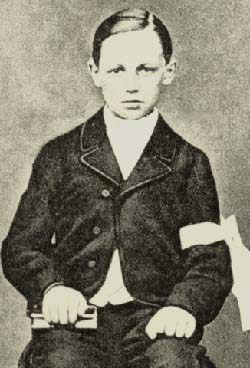
Arthur Rimbaud a los 11 años, en su primera comunión.

Su padre, Frédéric Rimbaud, capitán de infantería, nació en Dole el 7 de octubre de 1814, mientras que su madre, Vitalie Cuif, era originaria de Roche, donde llegó al mundo el 10 de marzo de 1825. Ambos se casaron el 8 de febrero de 1853, y se domiciliaron en un apartamento en la calle Napoleón en Charleville, departamento de las Ardenas. Debido al trabajo del padre, la pareja no se veía más que en raras ocasiones o en fechas de suma importancia, como el nacimiento de sus cinco hijos: Jean Nicolas Frédéric, el 2 de noviembre de 1853, Jean Nicolas Arthur, el 20 de octubre de 1854, Victorine Pauline Vitalie, el 4 de junio de 1857 (quien murió al mes de nacida), Jeanne Rosalie Vitalie, el 15 de junio de 1858 y Frédérique Marie Isabelle, el 1 de junio de 1860. Después del nacimiento de esta última, el capitán Rimbaud abandonó a su familia y no volvió jamás a Charleville.
La madre se declaró viuda y en 1861 se mudó con sus hijos al número 73 de la calle Bourbon, en un barrio de obreros de la ciudad. En octubre del mismo año, el pequeño Arthur entró a la escuela Rossat, donde obtuvo sus primeros reconocimientos. Figura rígida, obsesiva con la responsabilidad y vigilante en la educación de sus hijos, Vitalie Rimbaud transformó el clima familiar en asfixiante para los niños. A finales de 1862 se mudan de nuevo, pero esta vez a un barrio burgués, en el número 13 de la calle de Orléans. En 1865 Arthur entra al colegio municipal de Charleville, donde rápidamente destaca como un alumno brillante y superdotado; obtiene premios en literatura, lenguas y otras asignaturas. Compone en latín fluido poemas, elegías y diálogos. Pero, como dice en su poema «Los poetas de siete años», ya desde esa edad estaba lleno de conflictos internos y de sentimientos de rebeldía.
En julio de 1869 participó en un concurso académico de composición en latín con el tema «Yugurta», el cual gana con facilidad. El director de su colegio dijo de él entonces: «Nada ordinario germina de esa cabeza, será un genio del mal o un genio del bien». Habiendo obtenido ya todos los reconocimientos posibles a los 15 años, el muchacho se siente finalmente liberado de todas las presiones a las que su madre lo había sometido en su infancia más temprana.

### Hacia la poesía

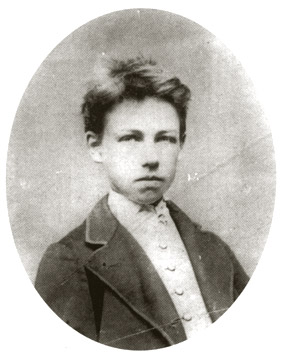
Rimbaud en 1870, a los 15 años de edad.

En 1870, durante sus clases de retórica, el colegial entabla amistad con su profesor, Georges Izambard, quien era seis años mayor. Izambard le presta libros como Los miserables, de Victor Hugo, que el joven Rimbaud lee a escondidas de su madre. Aproximadamente en esta época es también cuando publica su primer poema, «Los aguinaldos de los huérfanos», que apareció en la revista Revue pour Tous en enero de 1870.
Su orientación poética en este tiempo es la de los parnasianos, que por aquel entonces publicaban todos sus textos en la revista literaria Le Parnasse Contemporain (“El Parnaso contemporáneo”). El 24 de mayo de 1870, Arthur, ahora de quince años, escribe una carta al máximo líder del parnasianismo, Théodore de Banville, diciendo que tiene dieciocho años y transmitiéndole sus anhelos de «convertirse en parnasiano o en nada» y de que publiquen sus textos. Para esto adjunta tres poemas: «Ofelia», «En las tardes azules estivales...» y «Credo in unam». Banville respondió con afecto a su carta, pero nunca publicó los poemas de Rimbaud en Le Parnasse Contemporain.
Entonces comienza a soñar con ir a París y probar un poco del espíritu revolucionario del pueblo parisino, pues en su hogar se aburría mortalmente y los problemas con su madre aumentaban día a día, más que nada por la rebelde actitud que tomaba Rimbaud; como por ejemplo cuando salía a las calles de Charleville llevando carteles de «Muera Dios».
La teoría del voyant (vidente) en Rimbaud se desarrolla en dos cartas (13 de mayo de 1871 a Izambard y 15 de mayo de 1871 a Demeny), mucho antes de conocer a Verlaine, instalarse en París y comenzar a escribir sus trabajos más reconocidos. El sufrimiento y desarreglo del poeta («Imagine a un hombre injertándose y cultivándose verrugas en la cara»), o bien lo indicado para ser transformado en vidente, nunca resultó en vano...

### Adolescencia y fugas
Durante las vacaciones escolares de 1870, el 29 de agosto, Arthur, ya de quince años, logra escaparse de la vigilancia materna y huye con la sola intención de ir a París. Pero al llegar a la estación de trenes en la capital descubren que no tenía billete. Eran tiempos de guerra civil en Francia, las tropas prusianas se preparaban para sitiar París y crecían con fuerza los movimientos en pro de la proclamación de la Tercera República Francesa, por lo que las autoridades fueron inflexibles. Arthur terminó detenido en la prisión de Mazas.
Desde su celda, Arthur escribió a Georges Izambard, en Douai, para pedirle que lo ayudara con el pago de la deuda. El profesor lo hace y le paga igualmente el viaje hasta Douai, ofreciéndole su casa hasta que pudiera regresar al hogar junto a su madre.
Rimbaud parte hacia Douai el 8 de septiembre. Dudando por mucho tiempo si regresar a Charleville, permanece allí tres semanas. Durante este período, Rimbaud conoce al poeta Paul Demeny, viejo amigo de Izambard y director de una editorial. Esto atrajo inmediatamente la atención del joven poeta, quien le dejó a Demeny un fajo de hojas sueltas donde había copiado quince de sus poemas, con la esperanza de que tal vez fueran publicados.
Izambard, que había avisado a Vitalie Rimbaud de la presencia de su hijo en Douai, recibió como respuesta: «¡Atrápelo, que venga inmediatamente!». Para calmarla un poco, Izambard decide acompañar personalmente a Rimbaud hasta Charleville. Una vez llegan, Vitalie Rimbaud comienza a golpear a su hijo y a lanzar reproches, disfrazados de agradecimientos, a Izambard.

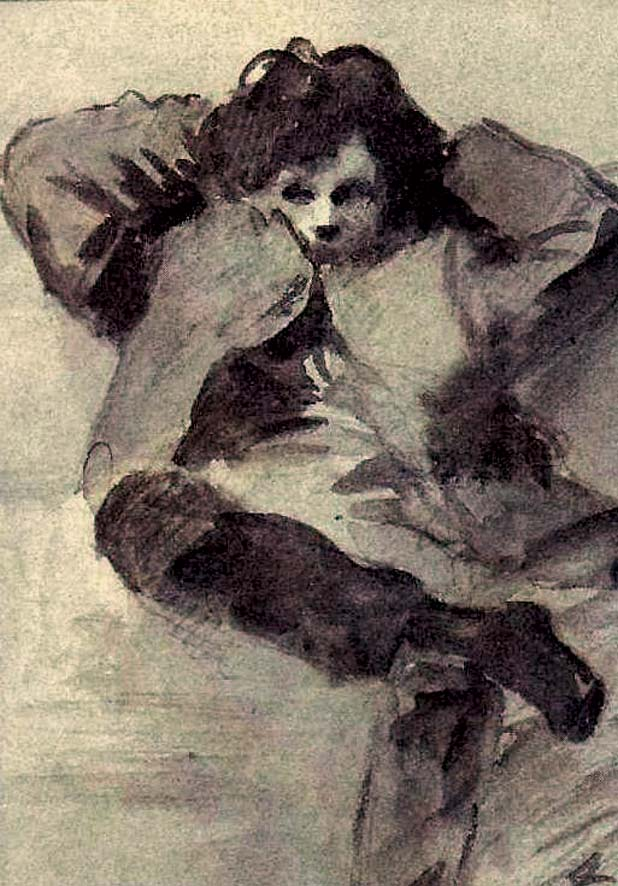
Retrato de Arthur Rimbaud por Jean-Louis Forain, 1872.

El 6 de octubre Rimbaud se volvió a fugar. Al encontrarse París en estado de sitio, decidió ir a Charleroi. Queriendo convertirse allí en reportero local, intenta, sin éxito, que el Journal de Charleroi lo contrate como redactor. Luego, con la esperanza de encontrarse con Izambard, se dirige primero a Bruselas y luego a Douai, donde su profesor llega unos días más tarde para enviar a Rimbaud de regreso escoltado por policías, por órdenes de Vitalie Rimbaud. Esto ocurrió el 1 de noviembre de 1870.
Debido a los problemas políticos por los que pasaba Francia en ese momento, el colegio al que asistía Rimbaud aplazó la reapertura de las clases de octubre de 1870 hasta abril de 1871. En febrero de 1871 Rimbaud vuelve a escapar en dirección a la capital francesa. La situación política del país mueve a Rimbaud a tratar de contactar con los revolucionarios Jules Vallès y Eugène Vermersch, aunque también busca a los poetas más importantes de la época. En esta visita conoce al famoso caricaturista André Gill.
Rimbaud regresa a Charleville justo antes de que empezara la Comuna de París, aunque algunos testimonios dicen que él seguía en París cuando esta empezó; sin embargo, no hay pruebas suficientes que den fe de esto. Lo que sí se puede asegurar es que la Comuna tuvo un fuerte efecto en el joven poeta, ya que escribió varios poemas relacionados con el tema, como «La orgía parisina», «Los pobres en la iglesia» y «Los que velan».
Durante esta etapa la escritura del poeta, poco a poco, empieza a evolucionar. Comienza a criticar la poesía romántica y parnasiana y a alabar la poesía de Charles Baudelaire, a quien incluso llama «un dios, el rey de los poetas». En sus cartas enviadas a Demeny el 15 de mayo de 1871 y a Izambard el 13 de mayo del mismo año, llamadas popularmente «Cartas del vidente», expone finalmente su famosa teoría sobre la poesía bajo su lema «Yo es otro». En ellas indica que el poeta debe hacerse «vidente», y que la única forma de lograrlo es por un «largo, inmenso y racional desarreglo de todos los sentidos». Según Rimbaud, el poeta debe vivirlo todo, sufrirlo todo, para así poder convertirse en un «alquimista» de las palabras y hallar la perfección máxima en la poesía. La carta que le envió a Izambard fue de hecho el detonante para que su amistad acabara, cuando Izambard creyó que el enigmático poema que usaba Rimbaud para exponer su punto de vista, «El corazón atormentado», era solo una burla incomprensible.

### Relación con Paul Verlaine
Rimbaud fue convencido por su amigo Charles Bretagne de que escribiera una carta a Paul Verlaine, un eminente poeta simbolista, tras no haber obtenido respuesta de otros autores. El joven envió a Verlaine dos cartas con varios de sus poemas, que incluían «Las primeras comuniones» y «El barco ebrio». Verlaine quedó intrigado por el talento de Rimbaud y le respondió diciendo: «Ven, querida gran alma. Te esperamos, te queremos». Junto a la epístola mandó un billete de tren a París. El poeta llegó cerca del 15 de septiembre de 1871 siguiendo la invitación de Verlaine y pasó a vivir con él y su esposa, Mathilde Mauté, quien tenía diecisiete años y estaba embarazada. Desde entonces Rimbaud no regresó al colegio. En recopilaciones posteriores, Verlaine se refirió a él como «un joven con cabeza de niño, cuerpo adolescente aún en crecimiento y cuya voz tenía altos y bajos, cual si fuera a quebrarse».

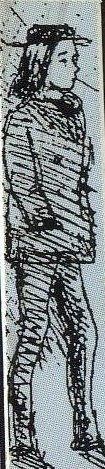
Caricatura de Rimbaud dibujada por Verlaine en 1872.

Tras su llegada a la capital francesa fue bien recibido por todas las grandes figuras literarias, a las que con el tiempo conoce personalmente. El propio Victor Hugo llegó a llamarlo «Shakespeare niño». Luego de vivir un tiempo con Verlaine, se muda a casa de Charles Cros, después a la de André Gill, e incluso por unos días vivió en casa de Théodore de Banville.

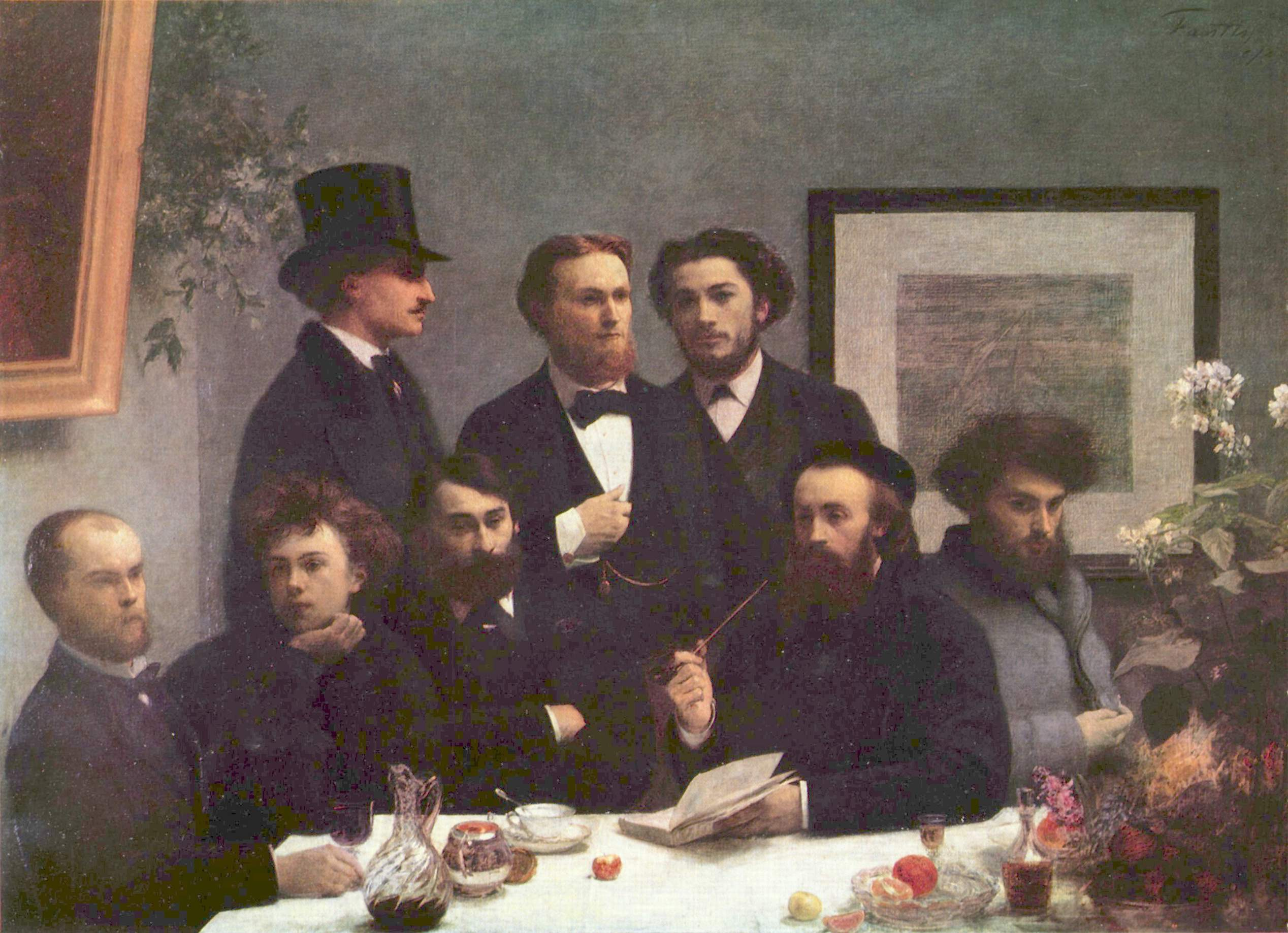
El cuadro Un rincón de la mesa (1872), de Henri Fantin-Latour: a la izquierda aparecen sentados Verlaine (casi calvo) y Rimbaud (con el cabello revuelto).

Para marzo de 1872 las provocaciones de Rimbaud, que cuenta ya con diecisiete años, comienzan a causarle problemas. El joven poeta llevaba una salvaje vida disoluta de vagabundo, embriagado de ajenjo y hachís. Escandaliza así a la elite literaria parisina, indignada en particular por su comportamiento, auténtico arquetipo del enfant terrible. A lo largo de este período continuó escribiendo sus contundentes y visionarios versos modernos. No obstante, el incidente con Étienne Carjat, un eminente fotógrafo de la época, fue la gota que colmó el vaso: Rimbaud, en completo estado de embriaguez, hirió al fotógrafo con un bastón-espada. Para salvar a su amigo y tranquilizar a la comunidad, Verlaine envió a Rimbaud de regreso a Charleville.
Rimbaud espera unos cuantos meses en su hogar y luego regresa a París. En aquel tiempo inicia con Verlaine una tormentosa relación amorosa, que los condujo a Londres en septiembre de 1872, abandonando así Verlaine a su esposa e hijo pequeño (a quienes solía maltratar en extremo durante los ataques de ira causados por el alcohol). Ambos vivieron en una considerable pobreza en Bloomsbury y en Camden Town, donde sobrevivieron a base de dar clases de francés y de una pequeña mensualidad que les daba la madre de Verlaine. Rimbaud pasaba los días en el Museo Británico, donde «la calefacción, la iluminación, las plumas y la tinta eran gratis».
Sin embargo, la actitud de Rimbaud, que acostumbraba a burlarse y humillar a Verlaine, y la indolencia de Verlaine hacia todo aquello que no fuera el propio Rimbaud, hizo que la relación entre ambos se deteriorara. A principios de julio de 1873 Verlaine no aguantó más y huyó desesperado a Bruselas, dejando atrás a un estupefacto Rimbaud sin un solo centavo. Un día más tarde Verlaine le envió una carta a Rimbaud diciéndole que trataría de reconciliarse con su esposa y que, si ella no lo aceptaba, se iba a matar. Rimbaud partió de inmediato a Bruselas y se reunió allí con Verlaine y con la madre de este. Pero después de varias discusiones, un desequilibrado Verlaine en estado de embriaguez le disparó a Rimbaud en la muñeca, aunque luego mostró un arrepentimiento total y desesperado.
Al revisar su herida, Rimbaud no pensó que fuera grave, así que dejó que Verlaine y la madre de él lo llevaran a vendar y luego a la estación de trenes para regresar a Charleville. Verlaine le rogaba que no se marchara, pero Rimbaud se mostró inflexible. Comenzó entonces a comportarse de manera irracional nuevamente y Rimbaud, temiendo por su vida, llamó a la policía. Verlaine fue arrestado y sometido a un humillante examen médico legal luego de que se considerara la comprometedora correspondencia y las acusaciones de la esposa de Verlaine respecto de la naturaleza de la amistad entre los dos hombres. El juez fue inmisericorde y, a pesar de que Rimbaud retiró la denuncia, Verlaine fue condenado a dos años de prisión.
Rimbaud regresó a Charleville y se recluyó en la granja familiar para escribir la única obra que publicaría él mismo, Una temporada en el infierno, ampliamente reconocida como una de las obras pioneras del simbolismo moderno, y donde incluye una descripción de aquella «menuda pareja», su vida con Verlaine —su «virgen demente» y el «esposo infernal»—. En 1874 regresó a Londres en compañía del poeta Germain Nouveau y terminó de escribir sus controvertidas Iluminaciones, que incluyen los dos primeros poemas en verso libre.

### Su vida posterior (1873-1891)
Rimbaud y Verlaine se encontraron por última vez en 1875, en Alemania, después de que este recuperara la libertad y durante su momentánea conversión al catolicismo. De este encuentro Rimbaud contó en una carta que después de conversar por unas cuantas horas «ya habíamos renegado de su Dios» y que Verlaine se quedó dos días y medio antes de regresar a París. Previamente a su marcha, Rimbaud le encargó a Verlaine sus manuscritos de Las Iluminaciones, pero para entonces Rimbaud ya había abandonado la escritura y optado por una vida estable de trabajo, aburrido ya de su salvaje existencia anterior, según afirmaron algunos, o en razón de que había decidido hacerse rico e independiente para después poder ser un poeta y hombre de letras libre de penurias económicas, según especulan otros.[cita requerida]

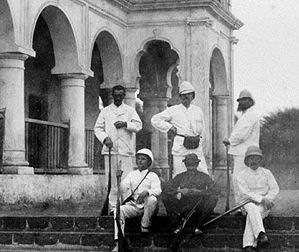
Rimbaud con la tez muy bronceada en el distrito Sheikh-Othman, cerca de Adén (Yemen), en 1880.

Continuó viajando extensamente por Europa, principalmente a pie. En el verano de 1876 se enroló como soldado en el ejército colonial neerlandés para viajar a Java (Indonesia), donde desertó rápidamente, tras lo que regresó a Francia en barco. Luego viajó a Chipre, y en 1880 se radicó finalmente en Adén (Yemen), como empleado de cierta importancia en la Agencia Bardey. Allí tuvo varias amantes nativas y por un tiempo vivió con una etíope.

La soledad es una mala cosa. Por mi parte, siento no haberme casado y tener una familia. Pero ahora estoy condenado a errar, atado a una empresa lejana, y día a día pierdo el recuerdo del clima y la manera de vivir e incluso la lengua de Europa. ¿Para qué sirven estas idas y venidas, estas fatigas y estas aventuras en lugares de razas extrañas, y estas lenguas que llenan la memoria, y estas penas sin nombre, si un día, después de algunos años, no puedo descansar en un lugar que me guste más o menos, y encontrar una familia, y tener por lo menos un hijo para pasar el resto de mi vida educándolo según mis ideas, dotándolo de la más completa instrucción que se pueda dar... Puedo desaparecer en medio de estas tribus sin que nadie tenga noticia.
Arthur Rimbaud, carta a sus amigos. Harar, 6 de mayo de 1883.

Después de dejar la escritura de poesía, sólo escribió dos reportes para la Société de Géographie (1883 y 1887), y se hizo enviar una cámara fotográfica desde Francia con la que tomó algunas fotografías, entre ellas tres autorretratos.

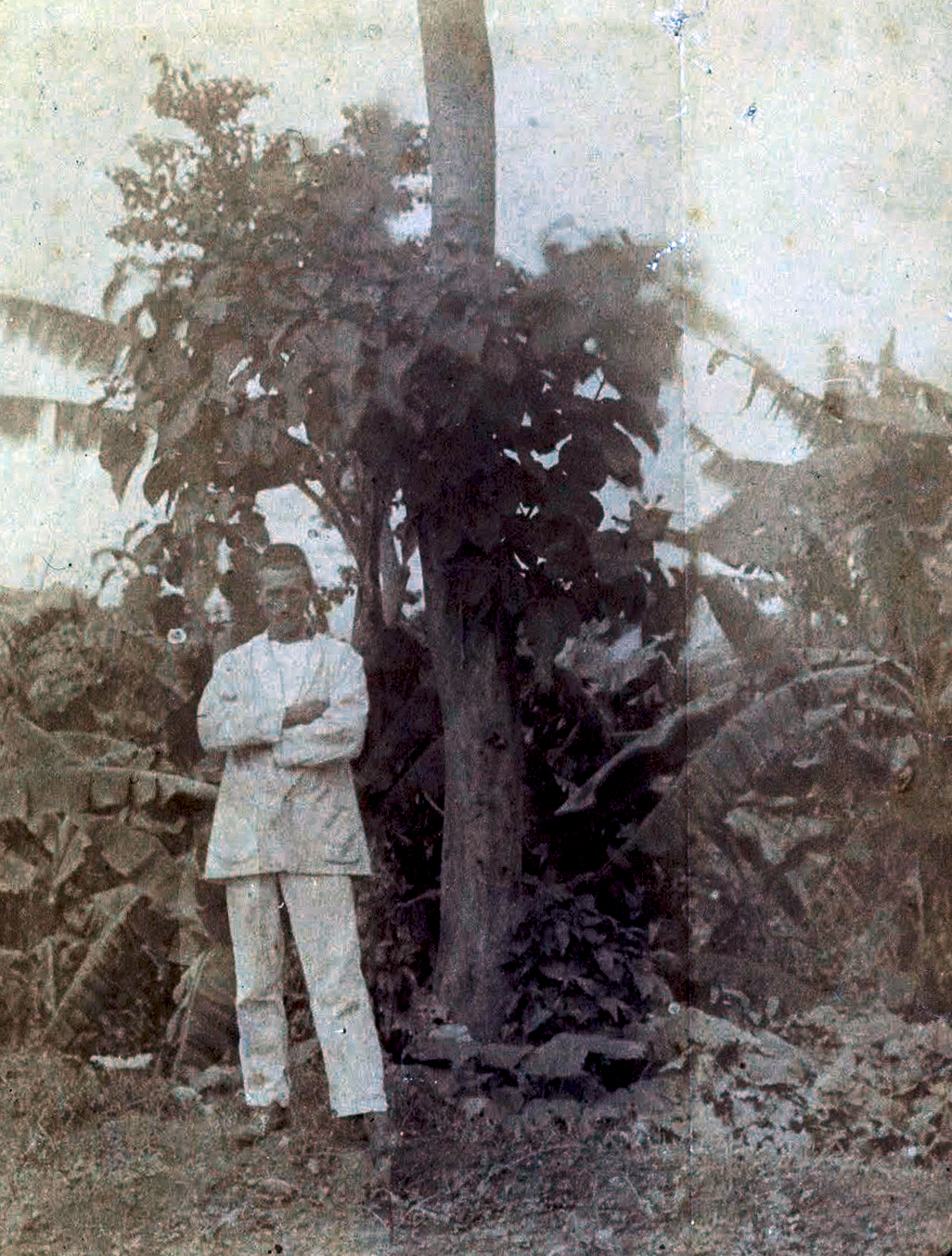
Rimbaud en Harrar en 1883.

En 1884 dejó la agencia Bardley y se transformó en comerciante por cuenta propia en Harrar, en la actual Etiopía. Hizo una pequeña fortuna como traficante de armas —por ejemplo, con Paul Soleillet preparó un envío de fusiles a Shoa— hasta que se le desarrolló una dolencia en la rodilla derecha que primero se diagnosticó como artritis, cuyo tratamiento no dio resultado, y luego como una sinovitis que degeneró en un carcinoma. Esta dolencia lo forzó a regresar a Francia el 9 de mayo de 1891, donde días después le amputaron la pierna.

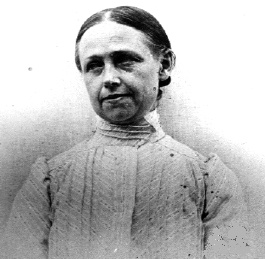
Isabelle Rimbaud (1860-1917), hermana menor de Arthur Rimbaud. Tras la dolorosa agonía de Rimbaud, Isabelle le escribió a su madre: «Ya no es un pobre réprobo el que morirá cerca de mí. Es un justo, un santo, un mártir, un elegido».

Finalmente, seis meses después, el 10 de noviembre de 1891, murió en Marsella (Francia) a la edad de treinta y siete años.

La muerte llega a grandes pasos (...) Permanece despierto y su vida se va acabando con un sueño continuo, mientras dice cosas extrañas muy dulcemente, con una voz que me hubiera encantado si no me partiera el corazón. Lo que dice son sueños, pero no son los mismos que cuando tenía fiebre. Se dirá, y yo lo creo, que lo hace expresamente. Como él murmura esas cosas, la monja me ha preguntado en voz muy baja: ¿Cree usted que ha vuelto a perder la consciencia? Pero él entendió la pregunta y enrojeció; y cuando la monja se marchó me dijo: «Me creen loco. ¿Y tú, lo crees tú?». Es un ser casi inmaterial y su pensamiento se escapa a su pesar. Algunas veces pregunta a los médicos si ellos ven las cosas extraordinarias que él percibe, y les habla y les cuenta con dulzura sus impresiones, en términos que yo no podría reproducir; los médicos le miran a los ojos y se dicen entre ellos: «Es singular». Hay en el caso de Arthur algunas cosas que no comprenden. 
Isabelle Rimbaud a su madre, Vitalie.

## Influencia
Su influencia en la literatura moderna, la música y el arte es amplia e incluye a poetas franceses posteriores, especialmente dentro del grupo de los surrealistas. Destacados artistas inspirados por la obra de Rimbaud son André Bretón, Henry Miller, Anaïs Nin, William S. Burroughs, Pier Paolo Pasolini, Jim Jarmusch, Hugo Pratt, Mário Cesariny de Vasconcelos, Klaus Kinski, Bruce Chatwin, Jim Morrison y Richard Hell. También se percibe su influencia en los poetas beat. La poesía mexicana del siglo XX se ha visto bastante atraída por la poesía de Rimbaud.
Entre las biografías sobre Rimbaud destacan las realizadas por Jean-Marie Carre, Vida de Rimbaud, y la hecha por Enid Starkie, Arthur Rimbaud. Los trabajos críticos que mejor recepción han tenido son los de Michel Butor e Yves Bonnefoy, poeta influido fuertemente por Rimbaud.
Rimbaud también influyó en el decadentismo. Para Rimbaud, «el poeta debe hacerse vidente a través de un razonado desarreglo de los sentidos». Se trata de «registrar lo inefable» y para ello «es precisa una alquimia verbal que, nacida de una alucinación de los sentidos, se exprese como alucinación de las palabras»; al mismo tiempo, «esas invenciones verbales tendrán el poder de cambiar la vida».

## Cine
Su relación sentimental con Verlaine en París y Londres fue llevada al cine en 1995, en una película titulada Total Eclipse (traducida en España como Vidas al límite), dirigida por la polaca Agnieszka Holland, con las interpretaciones de Leonardo DiCaprio en el papel de Rimbaud y David Thewlis en el de Verlaine. El guion de la película fue escrito por Christopher Hampton a partir de algunos textos de ambos poetas.

## Obra

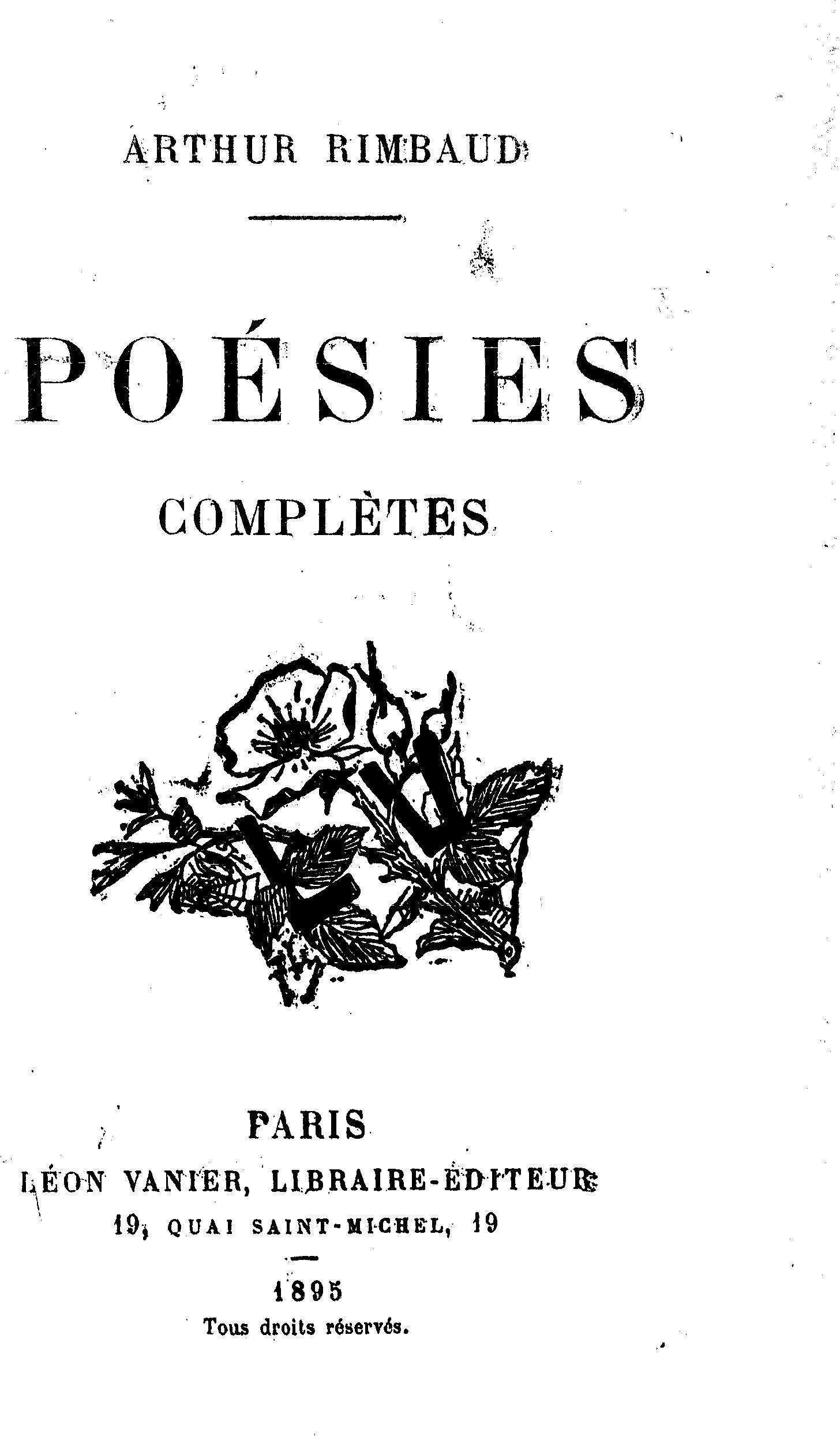
Cubierta de la primera edición de las Poésies complètes de Rimbaud.

Desde finales de los años 80 del siglo XX, se han ido sucediendo nuevas y diversas traducciones de las obras de Rimbaud, no solo al castellano sino también a las otras lenguas de España. Entre las primeras, las vertidas al castellano, destacan las realizadas por Aníbal Núñez, Ramón Buenaventura, Xoán Abeleira, Miguel Casado y Mauro Armiño.

### Obra completa
En octubre de 2016 Ediciones Atalanta publicó toda la obra literaria del poeta francés en formato bilingüe a cargo del traductor Mauro Armiño.
- Rimbaud, Arthur (2016, 2022).  Mauro Armiño, ed. Obra Completa Bilingüe (Segunda edición). Vilaür: Ediciones Atalanta. ISBN 978-84-945231-0-6.

### Obra diversa
- Poesías (1863-1869)
- Cartas del vidente (1871)
- Una temporada en el infierno (1873)
- Iluminaciones (1874)
- Cartas completas (1870-1891)

#### Poesías más conocidas
- El barco ebrio
- Vocales
- Mi bohemia
- El corazón atormentado
- Ofelia